# Hurricane Polimar
Hurricane Polimar (破裏拳ポリマー?, Hariken Porimā) è una serie televisiva anime del 1974 prodotta dalla Tatsunoko. La serie animata è stata creata da Tatsuo Yoshida, già autore di altre serie della Tatsunoko. Un remake è stato pubblicato in Giappone nel 1996.

## Trama
Il giovane Takeshi Onikawara, in disaccordo con il padre (capo dell'Interpol), riceve in dono il polimet dal suo inventore – uno scienziato ucciso da una banda di criminali – e, dopo essersi addestrato nel suo utilizzo, cambia il suo cognome in Yoroi e passa a lavorare come assistente di Joe Kuruma, un investigatore privato da quattro soldi. Kuruma opera con lo pseudonimo di Sherlock Holmes Jr., assistito dalla propria segretaria Teru e da un cane San Bernardo di nome Barone. Grazie all'uso del casco polimet, Takeshi riuscirà a risolvere qualunque caso trasformandosi in Hurricane Polimar.
La principale ambientazione è la città immaginaria di Washinkyo, in cui hanno sede sia l'agenzia di Kuruma che gli uffici dell'Interpol.
Gli episodi seguono quasi tutti lo stesso schema. Una banda di malviventi che indossa costumi fantasiosi (il più delle volte animali come uccelli, tartarughe, farfalle ecc.) compie un'azione criminale eclatante uccidendo molti uomini. Il capo dell'Interpol in una riunione con i suoi uomini decide le azioni da intraprendere. Takeshi e Kuruma, grazie a dei microfoni, riescono a sentire i piani dell'Interpol e si mettono in azione assieme a Teru e Barone. In qualche modo riescono a trovare i responsabili ma vengono catturati dai malviventi che si apprestano a mettere in atto il loro piano criminale, finché non interviene Polimar: ne segue un combattimento in cui l'eroe salva i suoi amici, annienta la banda, sconfigge il loro capo e lo consegna all'Interpol, sopraggiunta nel frattempo. L'identità di Takeshi-Polimar rimane però ignota, almeno fino all'ultima puntata in cui viene rivelata.

## Personaggi

Hurricane Polimar durante la trasformazione

Takeshi Yoroi (鎧武士?, Yoroi Takeshi) / Hurricane Polimar
Doppiato da: Kazuyuki Sogabe (ed. giapponese), Sandro Acerbo (ed. italiana)
Il suo vero nome è Takeshi Onikawara, ma ha cambiato identità per fuggire da suo padre e lavorare come assistente di Joe Kuruma. Il suo incarico consiste nell'intercettazione dei discorsi che avvengono nell'ufficio di suo padre per scoprire quando c'è una nuova banda di criminali da sgominare. È un ragazzo all'apparenza goffo e scansafatiche, ma nasconde l'identità segreta di Hurricane Polimar, un eroe nel quale Takeshi è in grado di trasformarsi con il suo polimet, uno speciale casco che riveste chi lo indossa di un polimero pressoché indistruttibile, consentendo anche di trasformarsi in cinque diversi veicoli (aereo, sottomarino, ecc.). Le trasformazioni, però, possono avere una durata massima di 46 minuti e 1 secondo, superati i quali avviene la morte di chi indossa il casco.
Joe Kuruma (車 錠?, Kuruma Jō)
Doppiato da: Takeshi Aono (ed. giapponese), Massimo Giuliani (ed. italiana)
Investigatore scalcinato e pasticcione, armato di una pistola giocattolo caricata ad acqua e a volte ad alcolici. Non riesce mai a concludere un caso nemmeno quando riesce a trovare la pista giusta prima del generale Onikawara. Il suo cappello si rivela un'arma più efficace della sua pistola se lanciato come un disco rotante contro i nemici.
Teru Nanba (南波 テル?, Nanba Teru)
Doppiata da: Ryōko Aikawa (ed. giapponese), Simona Izzo (ep. 1-6) e Silvia Tognoloni (ep. 7-26) (ed. italiana)
La proprietaria dell'appartamento di Kuruma, che non le paga mai l'affitto arretrato. È una ragazza della stessa età di Takeshi ma stravede solo per l'eroe Polimar, per questo motivo desidera sempre unirsi alle missioni della squadra di Kuruma in qualità di sua segretaria.
Barone (男爵?, Nánjué)
Doppiato da: Kazuya Tatekabe (ed. giapponese), Gigi Reder (ed. italiana)
Un cane che ragiona come un uomo ed è l'unico a conoscere la vera identità di Hurricane Polimar. Nell'ultimo episodio della serie sarà proprio Barone a lanciare il casco a Takeshi, il quale si trasforma in Polimar in presenza dei suoi amici e di suo padre in pericolo, e il segreto di Polimar viene così svelato; ma, nonostante ciò, Takeshi continuerà a lavorare con Kuruma.
Generale Toragoro Onikawara (鬼河原 虎五郎?, Onikawara Toragorō)
Doppiato da: Masashi Amenomori (ed. giapponese), Arturo Dominici (ed. italiana)
È il direttore dell'Interpol e il padre di Takeshi. Le sue indagini sono spesso intralciate da Joe Kuruma, il quale si intromette appositamente negli stessi casi complicati per provare a risolverli per primo e rinfacciare a Onikawara la sua bravura.

## Episodi
| Nº | Titolo italiano Giapponese 「Kanji」 - Rōmaji - Traduzione letterale                                                                           | In onda          | In onda |
| Nº | Titolo italiano Giapponese 「Kanji」 - Rōmaji - Traduzione letterale                                                                           | Giapponese       |         |
| 1  | La banda Masasabi 「怪盗むささび党」 - Kaitō musasabi tō – "Musasabi, la banda degli scoiattoli volanti"                                       | 4 ottobre 1974   |         |
| 2  | Lo Scorpione Rosso 「暗殺鬼紅さそり」 - Ansatsuki benisasori – "Scorpione Rosso, l'assassino"                                                  | 11 ottobre 1974  |         |
| 3  | Il riscatto di Hundreg 「メカギャング むかで作戦」 - Mekagyangu mukade sakusen – "Mecha-Gang: la strategia dei millepiedi"                     | 18 ottobre 1974  |         |
| 4  | Il serpente a sonagli 「とぐろ魔王ガラガラ蛇」 - Toguro maō garagara hebi – "Il signore dei serpenti a sonagli"                                | 25 ottobre 1974  |         |
| 5  | La banda del Ragno 「糸ぐる魔人土ぐも」 - Ito guru majin tsuchi gumo – "Il Ragno, demone della tela"                                           | 1º novembre 1974 |         |
| 6  | I ladri talpa 「メカ変化もぐら盗賊団」 - Meka henka mogura tōzoku dan – "Mecha-trasformazione: i ladri talpa"                                  | 8 novembre 1974  |         |
| 7  | La gang dei Dobberman 「わんわんカムキラー」 - Wanwan kamukira – "I cani assassini"                                                            | 15 novembre 1974 |         |
| 8  | La pianta dell'ascidio 「溶解マシン ウツボーラ」 - Yōkai mashin utsubōra – "La banda degli ascidi"                                             | 22 novembre 1974 |         |
| 9  | La banda del Gatto 「猫魔団闇に躍る」 - Nekomadan yami ni odoru – "La banda dei gatti nell'oscurità"                                           | 29 novembre 1974 |         |
| 10 | La banda della Piovra Elettrica 「電魔団クラゲラー」 - Denmadan kuragera – "Kuragellers, la banda delle meduse elettriche"                     | 6 dicembre 1974  |         |
| 11 | Lupo Bianco e la banda dei lupi robot 「メカ獣団ホワイトウルフ」 - Meka kemono dan howaito urufu – "Lupo Bianco e la banda dei lupi meccanici" | 13 dicembre 1974 |         |
| 12 | Torimeka, l'uomo uccello 「鳥人トリメカマン」 - Chōjin torimekaman – "Torimechamen, gli uomini-uccello"                                        | 20 dicembre 1974 |         |
| 13 | Gli Uomini Farfalla 「幻影おぼろ蝶」 - Gen'ei oboro chō – "Le farfalle demoniache"                                                             | 27 dicembre 1974 |         |
| 14 | Guerra alla banda dei Topi 「ちゅうちゅう大作戦」 - Chūchū daisakusen – "La grande operazione squit squit"                                     | 3 gennaio 1975   |         |
| 15 | Picadale, il misterioso Uomo Fulmine 「稲妻怪人ピカデール」 - Inazuma kaijin pikaderu – "Picadale, l'uomo-saetta"                              | 10 gennaio 1975  |         |
| 16 | Pirakans 「獣魚海賊ピーラカンス」 - Jugyo kaizoku pirakansu – "Pirakans, i pirati dell'oceano"                                                 | 17 gennaio 1975  |         |
| 17 | Il segreto della nascita di Polimar 「ポリマー誕生の秘密」 - Porima tanjō no himitsu – "Il segreto della nascita di Polimar"                   | 24 gennaio 1975  |         |
| 18 | Crisi sotto i 50 gradi 「マイナス50度の危機」 - Mainasu 50do no kiki – "Pericolo a 50° sotto zero"                                             | 31 gennaio 1975  |         |
| 19 | Sylckot e la lingua del gigante 「えん魔怪人ベロダッセ」 - Enma kaijin berodasse – "Berodas, il signore del male"                              | 7 febbraio 1975  |         |
| 20 | La banda dei Pesci Arcieri 「怪盗てっぽう魚人」 - Kaitō teppōuo jin – "La banda dei pesci arciere"                                             | 14 febbraio 1975 |         |
| 21 | La Volpe Trasformista 「コンコン七変化」 - Konkon shichihenge – "La volpe trasformista"                                                        | 21 febbraio 1975 |         |
| 22 | La vendetta della banda Kio-Beetle 「復讐鬼ケラカブト」 - Fukushūki kerakabuto – "La vendetta della banda degli scarafaggi"                    | 28 febbraio 1975 |         |
| 23 | L'attacco dei Pesci Volanti 「海底魔人ウオトンビ」 - Kaitei majin uotonbi – "La banda dei pesci volanti"                                       | 7 marzo 1975     |         |
| 24 | L'Uomo Piovra 「怪傑タコ仮面」 - Kaiketsu tako kamen – "L'uomo piovra"                                                                         | 14 marzo 1975    |         |
| 25 | La banda delle Tartarughe 「海亀将軍ベッコーダー」 - Umigame shōgun bekkōda – "Bekkoda, il generale delle testuggini"                          | 21 marzo 1975    |         |
| 26 | L'ultima apparizione di Polimar 「ポリマー最後の決戦」 - Porima saigo no kessen – "L'ultima azione di Polimar"                                 | 28 marzo 1975    |         |

## Sigle
Le sigle di apertura e chiusura giapponesi, rispettivamente Tatakae! Polymar (戦え!ポリマー? lett. "Combatti! Polimar") e Tenshin Polymar (転身ポリマー?) sono cantate da Isao Sasaki con il coro di "Colombia" Kai Yurikago, scritte da Jinzo Torimi e composte da Shunsuke Kikuchi. Esse sono state mantenute anche nell'edizione italiana.

## Altri media
Tra il 1996 e il 1997 è stato pubblicato l'OAV Hurricane Polymar - Holy Blood (新破裏拳ポリマー?, Shin Hariken Porimā) composto da due episodi e con le animazioni dirette da Masahiro Andō. È stato importato in Italia da Yamato Video.
Il personaggio di Polimar inoltre compare in Tatsunoko vs. Capcom: Ultimate All Stars, picchiaduro per la console Wii e nella serie Infini-T Force assieme agli altri eroi della Tatsunoko.
Uno dei progetti per i festeggiamenti del 55º anniversario della Tatsunoko Production è stato il film live action di Hurricane Polimar. È stato sceneggiato da Shinsuke Ōnishi, diretto da Koichi Sakamoto ed è uscito nelle sale giapponesi il 13 maggio 2017.